# Izba Reprezentantów Connecticut
Izba Reprezentantów Connecticut (Connecticut House of Representatives) – izba niższa parlamentu amerykańskiego stanu Connecticut, złożona ze 151 członków wybieranych na dwuletnią kadencję, z nieograniczoną możliwością reelekcji. Wybory odbywają się w jednomandatowych okręgach wyborczych, z zastosowaniem ordynacji większościowej. 

## Kierownictwo
stan na 5 października 2010
- Spiker: Christopher Donovan (D)
- Lider większości: Denise Merrill (D)
- Lider mniejszości: Lawrence Cafero (R)